# Eladio Herrera
Eladio Herrera (9 de febrer de 1930) és un exboxejador argentí de pes superwèlter que va lluitar durant els anys 1950. Es va retirar amb un palmarès d'1 victòria (1 K.O.), 1 derrota i 0 empats.
Va participar en els Jocs Olímpics d'estiu de 1952 a Finlàndia en representació del seu país, on va obtenir la medalla de bronze en la categoria de pes superwèlter. Ja retirat, Herrera ensenya boxa a Buenos Aires.